# 11441 Anadiego
11441 Anadiego eller 1975 YD är en asteroid i huvudbältet som upptäcktes den 31 december 1975 av den argentinska astronomn Mario R. Cesco vid El Leoncito-observatoriet. Den är uppkallad efter astronomen Ana Teresa Diego.
Asteroiden har en diameter på ungefär 7 kilometer.